# 정공수송층
HTL 또는 정공수송층(Hole Transport Layer)은 OLED 소자(Device)에서 정공(Electron Hole)을 전달하는 역할을 하는 층을 말한다. EBL(Electron Blocking Layer)과 함께 공통층(RGB 모든 영역에서 사용되는 층)을 이룬다.

## 발광원리

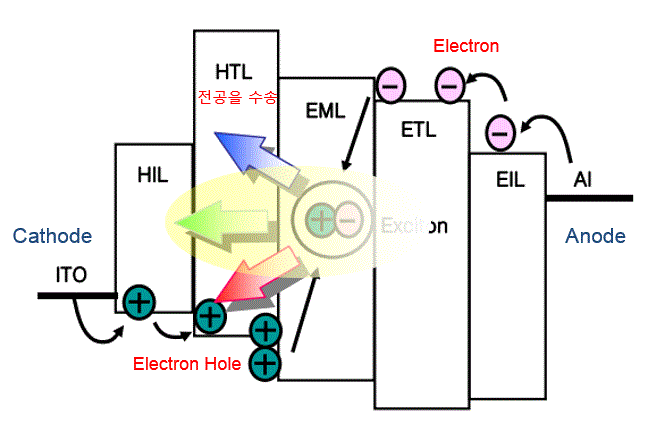

음극(Anode)과 양극(Cathode)에 전압을 걸면 각각의 극에서 전자(Electron)와 정공(Electron Hole)을 주입한다. 주입된 전자와 정공이 각각의 ETL(Electron Transport Layer: 전자수송층), HTL (정공수송층)을 통과해 발광층에서 결합한다.
결합에 의해 발생된 에너지로 발광층의 발광재료가 들뜬 상태가 된다. 들뜬 상태에서 다시 기저상태(안정상태)로 돌아가면서 축적된 에너지를 발산하고 이 에너지는 빛의 형태로 발산된다. 이 원리를 이용하여 OLED Device가 제작된다. 

## HTL 물질 요구사항

### 물리/화학적 물성
- 순도: 일반적으로 HPLC를 이용하여 분석한다. Main 물질의 절대 정량분석이 아닌 불순물을 타겟으로 분석하며 Main Peak Area와 불순물포함 전체 Peak Area의 상대비율을 기준으로 삼고 특정 분순물 Peak이 기준치 이하로 관리되는 지 분석한다. (특정 불순물은 Device 적용 시 수명에 큰 악영향을 끼칠 수 있다.) 통상 99.90% 이상의 고 순도를 요구한다.
- 색상: 물질별 고유색을 나타내야 한다.
- LOD (Loss on Drying): 증착공정 중 발생 될 수 있는 가열감량을 나타내며 수분이나 유기용매등 휘발성 물질의 함유정도를 나타낸다. 통상 0.2% 이하로 관리된다.
- 열특성: DSC, TGA, TMA 등을 이용하여 분석한다. 각 물질별 고유 특성 값(Tm, Tg, Td 등)을 가져야 하며 ± 2℃ 내외로 관리 된다.
- 유해물질: RoHS 금지물질, Halogen 물질, SVHC 신고물질 등의 포함여부를 검사하며 국제 요구사항을 준수해야 한다.
- 기타: PSD(Particle Size Distribution), Density, Static Properties 등

## 주요 HTL 제조사
- 한국
  - 머티어리얼사이언스
  - 두산전자
  - 덕산네오룩스
  - MBK
  - LG화학
  - 제일모직
- 일본
  - IDK
  - KODAK
- 기타
  - Merck